# 慕尼黑安全会议

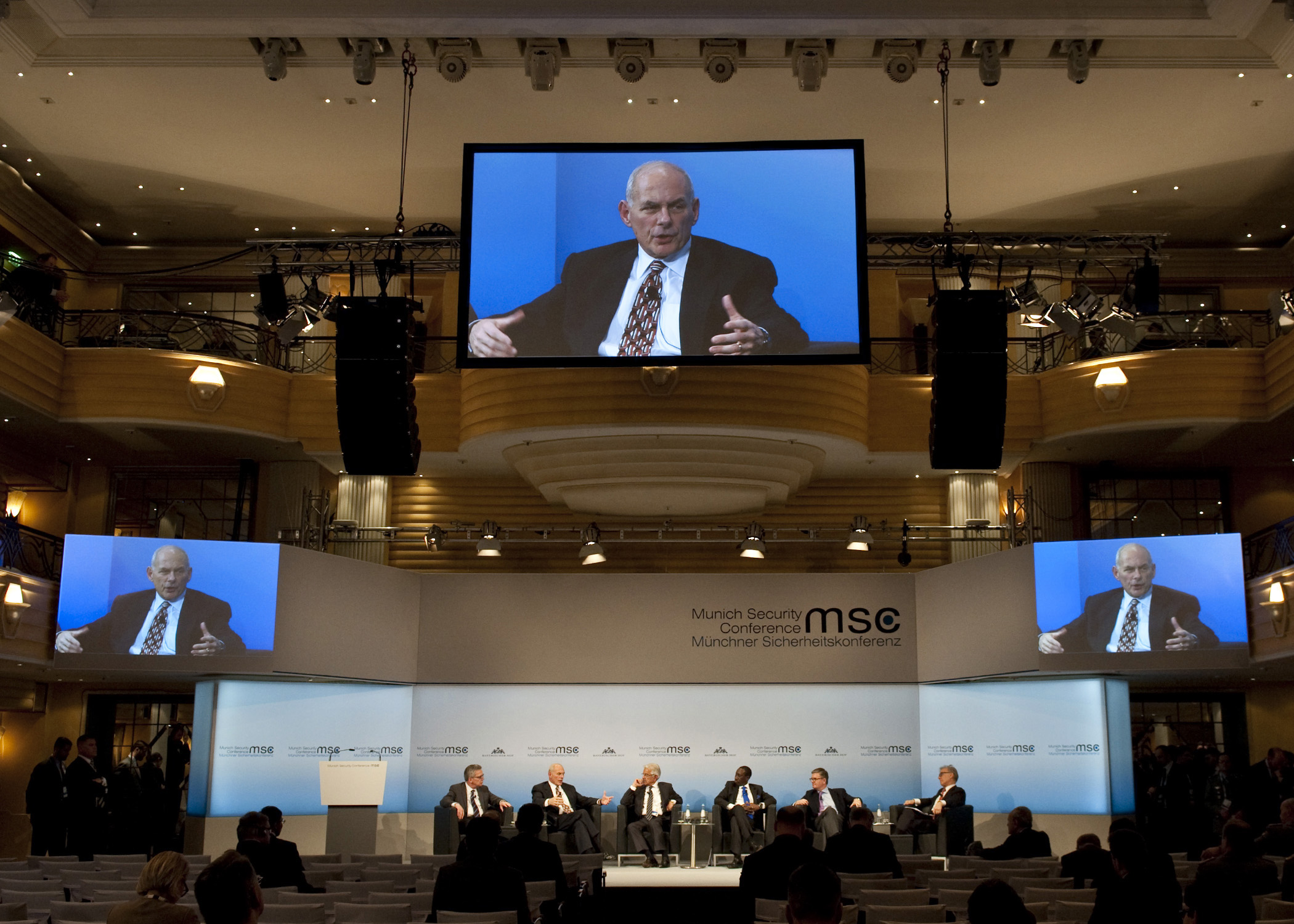
2017年第53届慕尼黑安全会议

慕尼黑安全会议（英語：Munich Security Conference, MSC）是自1963年起在德国巴伐利亚州慕尼黑举行的国际安全政策年度会议，最初名为慕尼黑安全政策会议（德语：Münchner Konferenz für Sicherheitspolitik）。 它是国际上相同類型的会议中规模最大的聚会，其座右铭是：“通过对话促进和平。”
在过去四十多年中，慕尼黑安全会议已发展成为国际安全政策决策者最重要的独立交流平台之一，每年约有350位来自70多个国家的高级代表出席会议，围绕当前及未来的安全挑战展开深入讨论。與會者包括各國国家元首、政府领导人、国际组织负责人、部长、国会议员，以及武装部队、科学界、公民社团、商界和媒体的高层代表。

## 歷屆會議
会议定期在每年2月召开，地点在德国慕尼黑的拜恩林谢霍夫酒店。其组织者为慕尼黑安全会议基金会（非营利性）有限责任公司。

### 第56届慕尼黑安全会议
第56届慕尼黑安全会议于2020年2月14日至16日举行。在大约450名与会者中，有来自北约和欧盟成员国以及俄罗斯、中华人民共和国、日本、印度等各国的国家首脑、高级政治家、大使、高级军官、安全专家以及来自国际组织、学术界和商界的代表。2020年会议的主题是“西方失势”——“西方在面对未来和规划越发不确定的情况下，而普遍产生的不安和不知所措”，并就此发布了一份综合报告。

### 第57届慕尼黑安全会议
由于新冠疫情，第57届慕尼黑安全会议于2021年2月19日以慕尼黑2021特别版，即电视直播的形式如期举行。安格拉·默克尔、安东尼奥·古特雷斯、埃马纽埃尔·马克龙和乔·拜登等人出席了此次會議。 在会议上，美国总统拜登发表了其第一次针对国际观众的讲话，并宣布，“美国回来了”，表明跨大西洋关系再次成为美国外交政策的重点。

### 第58届慕尼黑安全会议

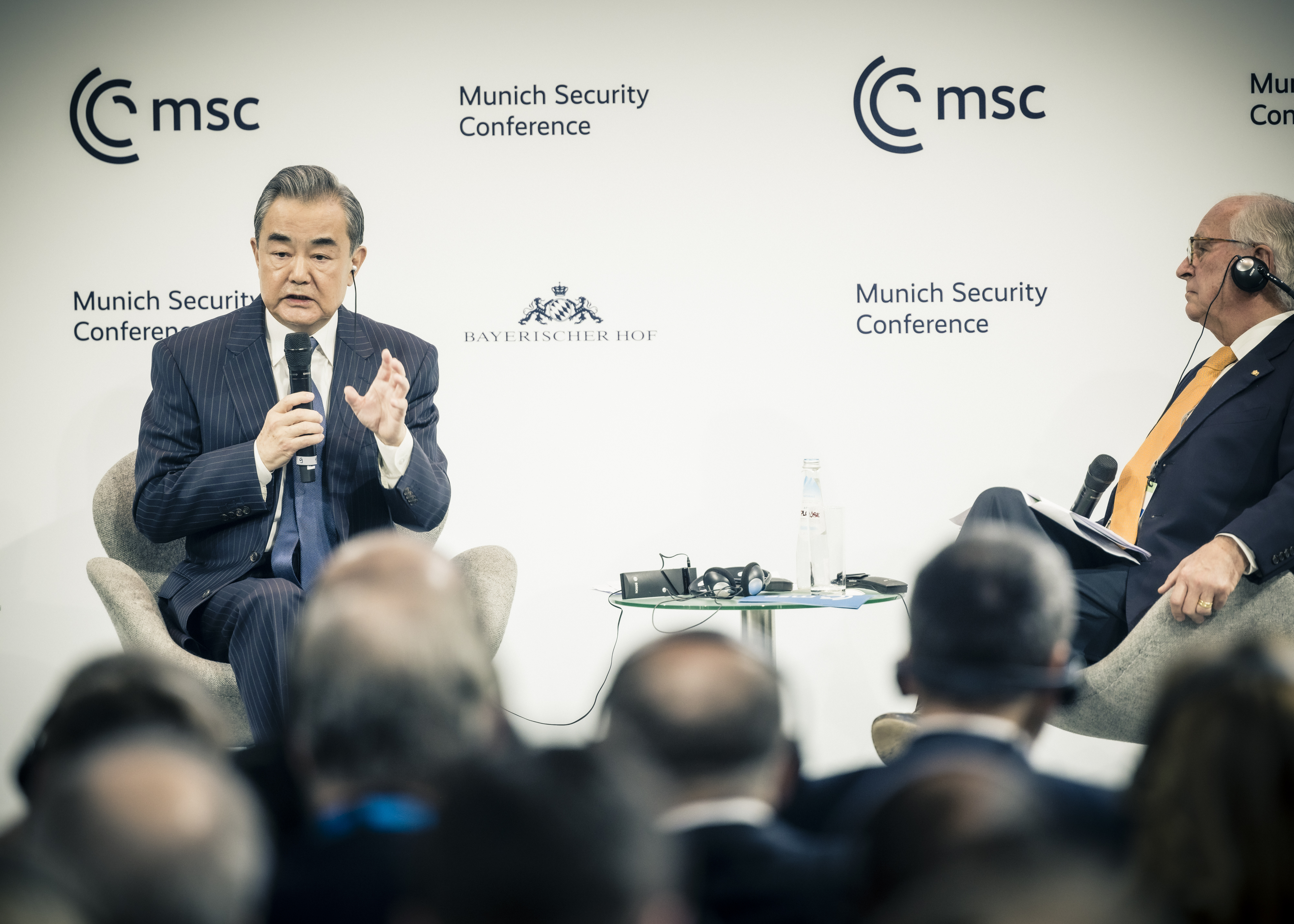
王毅外长出席第59届海安会, 慕尼黑

第58届慕尼黑安全会议于2022年2月18日至20日在拜耶瑞彻霍夫酒店举行。因受新冠疫情影响，会议在严格的卫生防疫措施下举行。此外，与会者的数量也大大减少，其中奥拉夫·朔尔茨、弗拉基米尔·泽连斯基、卡玛拉·哈里斯、安东尼奥·古特雷斯和乌尔苏拉·冯德莱恩出席了此次会议。会议在俄罗斯入侵乌克兰的几天前举办，这场苗头渐露的冲突主导了会议期间的许多讨论。此外，还有一系列多样的活动阐明了各种区域冲突以及关系人类安全的领域，讨论的主题还包括全球卫生、粮食安全和安全政策中的性别视角。 活动结束时，沃尔夫冈•伊辛格将慕尼黑安全会议主席一职交给了继任者克里斯托夫·霍伊斯根大使。

### 第59届慕尼黑安全会议
第59届慕尼黑安全会议于2023年2月17日至19日再次如期举行，与会者包括奥拉夫·朔尔茨、卡马拉·哈里斯、沃洛季米尔·泽连斯基（线上参与）、里希·苏纳克、埃马纽埃尔·马克龙、泰德罗斯·阿达诺姆·格布雷耶苏斯、何塞普·博雷尔、詹姆斯·克莱维利、延斯·斯托尔滕贝格、王毅、乌苏拉·冯·德莱恩、亚历杭德罗·马约卡斯、安娜莱娜·贝尔博克、安杰伊·杜达、安东尼·布林肯、鲍里斯·皮斯托瑞斯、弗朗西亚·马尔克斯、卡雅·卡拉斯以及纳纳·阿库福-阿多等。 俄乌战争成为了会议的焦点。此报道的标题為"重新展望"（Re:Vision），亦是本次会议在召开前所发表的主题。一方面，会议的讨论聚焦于专制国家为改变国际秩序而施加的影响力；另一方面，会议呼吁在面临地缘政治挑战的同时为国际秩序提出新的共同愿景，并开展合作。新任主席克里斯托夫·豪斯根所关切的问题之一是让所谓的“全球南部国家”更多地参与会议，以讨论和促进实现全球愿景。为此，会议在周六上午组织了第一场专门讨论会。除了气候变化、粮食危机和能源安全等许多跨领域问题外，伊朗、非洲之角和俄罗斯等地区和国家专题也被列入了会议议程。

### 第60届慕尼黑安全会议
第60届慕尼黑安全会议于2024年2月16日至18日举行。本次会议的中心主题是“双输？”，该主题源自慕尼黑安全报告的标题。会议强调全球秩序需要重塑，以造福所有人，作为对日益加剧的孤立主义所导致的“双输”局面的包容性替代方案。从会议辩论来看，实施这些改革建议需要更多的政治意愿。本届会议吸引了近1,000名来自109个国家的与会者，包括45位国家元首和政府首脑。在60场主要活动中，超过一半的发言者为女性，且超过四分之一的代表来自全球南方国家。此外，公共和私人组织还主办了200多场边会。

### 第61届慕尼黑安全会议
第61届慕尼黑安全会议于2025年2月14日至16日举行。由德国总统弗兰克-瓦尔特·施泰因迈尔宣布开幕。美国副总统J.D. 万斯在会议上发表演讲，批评主办方“禁止代表左翼和右翼民粹主义政党的议员参与讨论”，并表示：“我们不必认同这些人的全部观点，甚至可以完全不认同。但当政治领导人代表着重要的选民群体时，我们至少有责任与他们对话。”万斯关于欧洲言论自由“正在衰退”的言论遭到了一些欧洲官员的反驳，其中包括德国总理奥拉夫·朔尔茨、反对党领袖及潜在下任总理弗里德里希·梅尔茨、副总理罗伯特·哈贝克，以及外交部长安娜莱娜·贝尔博克，他们分别来自德国三个不同的政党。 
在会议期间，乌克兰总统弗拉基米尔·泽连斯基会见了美国副总统J.D. 万斯。泽连斯基还与多位来自美国两大主要政党的参议员举行了会谈。泽连斯基呼吁建立一支欧洲军队，以应对俄罗斯的威胁，并应对来自美国支持可能动摇的前景。

## 历史
会议的前身是国际防御科学会议（德語：Internationale Wehrkundebegegnung）和慕尼黑防御科学会议（德語：Münchner Wehrkundetagung）。埃瓦尔德-海因里希·冯·克莱斯特-舒曼森于1963年创办了该会议。来自史陶芬贝格团体的抵抗战士主张在未来防止如第二次世界大战般的军事冲突再次发生，并由此召集了安全政策方面的领导人和专家。第一次会议仅限约60人参加，其中有赫尔穆特·施密特和亨利·基辛格。冯·克莱斯特一直主持会议直至1997年；从1999年到2008年，他的继任者，政治家和商务经理霍斯特·特尔切克（CDU）主持了会议。在特尔切克的领导下，安全会议从1999年起向来自中欧和东欧以及印度、日本和中华人民共和国的政治、军事和商界代表开放。自2009年以来，会议由前外交官沃尔夫冈·伊申格尔主持。在此期间，该会议包括来自世界各地的参会者。伊申格尔于2011年建立了慕尼黑安全会议GmbH非营利性基金会，在2022年2月克里斯托夫·霍伊斯根接任之前，他一直担任该基金会的常务董事和主席。
慕尼黑安全会议曾两次被取消，一次是在1991年因第一次海湾战争被取消，另一次是在1997年由于克莱斯特-舒曼森的去世而被取消。 在特尔切克的领导下，安全会议于1999年向中欧、东欧、印度、日本以及中华人民共和国的政治、军事和商业领导人敞开了大门。

## 宗旨
会议通过对话谋求和平的主题。来自北大西洋公约组织成员国、欧盟成员国以及其他国家，如俄罗斯、中华人民共和国、日本和印度的高层政治家、外交官、军事和安全专家应邀参加了有关当前安全和防御政策的讨论。
慕尼黑安全会议为非政府官方的，私立组织的活动。它服务于参会者之间进行讨论，也被用于进行保密的闭门谈话。在此基础上，还有一些在主会外的其他会面活动。这一百多个主会外的活动中，有许多是与非政府组织一起举办的，这些组织包括透明国际、绿色和平组织以及国际特赦组织等 。 
在安全会议上不会做出具有约束力的政府间决定，也不会发表协议公报。不过也有例外，在2011年安全会议主会外，美国与俄罗斯交换了《削减战略武器条约》的批准书，而发表了全球性政治决议。 
自2015年起，每年在会议准备期间都会发表《慕尼黑安全报告》，为慕尼黑安全会议提供了讨论基础。 
宾夕法尼亚大学将2021年慕尼黑安全会议评为世界最佳智库大会，这也是慕尼黑安全大会第五次获得该称号。 
除安全会议外，全年还就能源或网络安全等不同主题举办其他活动。

## 其他活动
除了2月的主峰会之外，慕尼黑安全会议还举办了各种其他活动。 

#### 慕尼黑领导人会议 (Munich Leaders Meetings)
自2009年以来，每年都會在世界各地不同的首都举行一到两次慕尼黑领导人会议。一个人数有限的参会小组在其會議上讨论当前外交和安全政策，特别是在特定的区域环境中所面临的挑战。这些会议以前被称为“核心小组会议”。 

#### 慕尼黑战略闭门会议 (Munich Strategy Retreats)
一个由30到50名专家、领导人和思想家组成的小组，在一个非公开的环境中会面，就安全政策所面临的最新挑战提出建议。 

#### 圆桌会议 (Roundtables)
定期举行的圆桌会议會有不同数量的参与者，既是国际会议和活动的一部分，也可作为独立的活动。多场圆桌会议可以以“峰会”或个别“对话”，甚至是视频会议的形式进行。专题重点涉及欧洲防御政策、网络安全和人类安全问题。 

#### 安全创新委员会
2021 年，慕尼黑安全会议成立了安全创新委员会。它汇集了一批来自技术和国防政策部门的专家，以促进安全政策领域的创新信息交流。

## 表彰和联网

#### 埃瓦尔德·冯·克莱斯特奖
埃瓦尔德·冯·克莱斯特奖自2009年以来被授予对“和平与解决衝突”有特殊贡献的人。获奖者将获得一枚写有“通过对话实现和平”字样的奖章。在2005年到2008年期间，该奖项曾以此名颁发。最近的获奖者包括约翰·麦凯恩（2018年）、阿莱克西斯·齐普拉斯和佐兰·萨耶夫（2019年）、联合国（2020年）、安格拉·默克尔（2021年）和延斯·斯托尔滕贝格（2022年）。 

#### 约翰·麦凯恩博士论文奖
自2019年起，在慕尼黑安全会议上已为最多两篇以跨大西洋关系为研究重点的政治学博士论文颁发此奖。该奖项与合作伙伴慕尼黑公共政策学院、格施维斯特·肖尔研究所、德国联邦国防大学和麦凯恩研究所共同颁发，同时旨在纪念约翰·麦凯恩。奖励主要包括参与慕尼黑安全会议的各项活动以及两万欧元的奖金。 

#### 慕尼黑青年领袖 (Munich Young Leaders)
在与科尔伯基金会的合作下，慕尼黑青年领袖项目于2009年开始实施，每年均有来自德国、北约成员国和伙伴国以及亚洲和中东国家的政府机构、议会、智囊团、媒体和公司的25名青年代表被选为慕尼黑青年领袖。除了参加慕尼黑青年领袖项目外，他们还参加了慕尼黑安全会议的活动，这旨在让下一代决策者参与到会议中来。活动的议程、参与者及发言人名单都在网上公布。 

#### 女性议员计划 (Women Parlamentarians Program)
自 2023 年慕尼黑安全会议起，该计划将德国联邦议院与欧洲议会中的新一代女性决策者联系在一起。入选的跨党派女议员小组将用一年的时间，通过各种形式为德国外交、安全和发展政策提出新想法。